# كايلي شينبا
كايلي شينبا (باليابانية: 新保 海鈴) (مواليد 16 أغسطس 2002) هو لاعب كرة قدم ياباني.

## وصلات خارجية
- كايلي شينبا على موقع رابطة كرة القدم اليابانية للمحترفين (اليابانية)
- كايلي شينبا على موقع قاعدة بيانات كرة القدم.إي يو (الإنجليزية)
- كايلي شينبا على موقع Soccerway.com (الإنجليزية)
- كايلي شينبا على موقع عالم كرة القدم.نت (الإنجليزية)